# Liste der Baudenkmäler in Olching

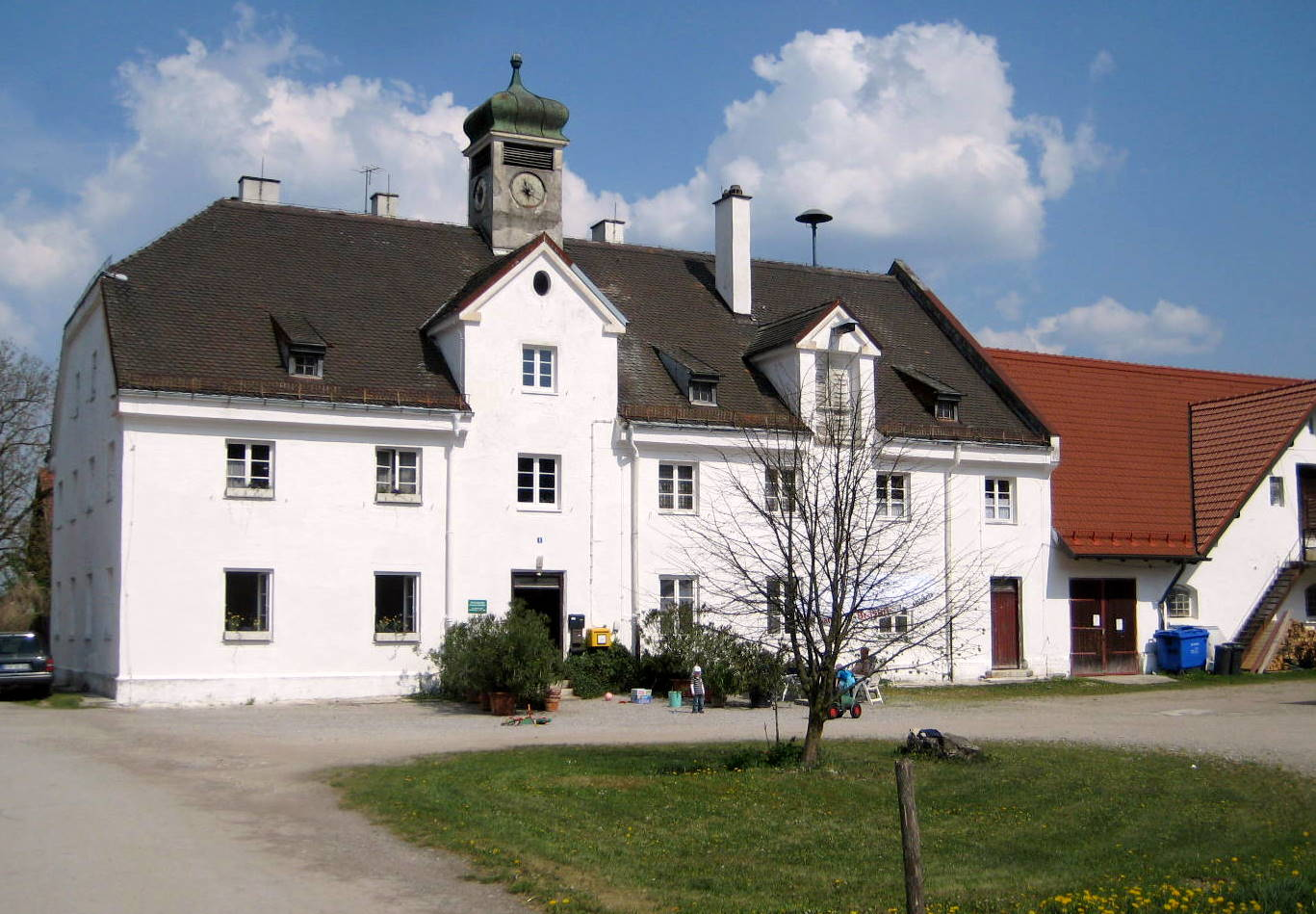
Gutshaus in Graßlfing

Auf dieser Seite sind die Baudenkmäler in der oberbayerischen Stadt Olching zusammengestellt. Diese Tabelle ist eine Teilliste der Liste der Baudenkmäler in Bayern. Grundlage ist die Bayerische Denkmalliste, die auf Basis des Bayerischen Denkmalschutzgesetzes vom 1. Oktober 1973 erstmals erstellt wurde und seither durch das Bayerische Landesamt für Denkmalpflege geführt wird. Die folgenden Angaben ersetzen nicht die rechtsverbindliche Auskunft der Denkmalschutzbehörde.

## Einzeldenkmäler nach Gemeindeteilen

### Olching
| Lage                                                         | Objekt                                                          | Beschreibung | Akten-Nr.               | Bild                                                            |
| ------------------------------------------------------------ | --------------------------------------------------------------- | --- | ----------------------- | --------------------------------------------------------------- |
| Auf der Insel 2 (Standort)                                   | Ehemalige Mietsvilla (Schwabenschuster)                         | zweigeschossiger Krüppelwalmdachbau mit breitem Zwerchhaus, polygonalem Eckerker und Putzgliederungen, 1. Viertel 20. Jahrhundert                                                                           | D-1-79-142-7            | Ehemalige Mietsvilla (Schwabenschuster)                         |
| Hauptstraße 66 (Standort)                                    | Wasserkraftwerk                                                 | Kraftwerk, ehemals der München-Dachauer Papierfabriken AG, sog. Kraftwerkzentrale Olching I, kubischer Walmdachbau mit Putzgliederung und Dachreiter, erbaut 1922; mit technischer Ausstattung              | D-1-79-142-8            | weitere Bilder                                                  |
| Hauptstraße 66 (Standort)                                    | Einfriedung                                                     | zur Straßenseite, schmiedeeisern, 1922 | D-1-79-142-8 zugehörig  | Einfriedung                                                     |
| Hauptstraße 68 (Standort)                                    | Ehemaliges Wirtschaftsgebäude der München-Dachauer Papierfabrik | zweigeschossiger Satteldachbau mit über Gusseisensäulen gewölbten Pferdeställen, 1877; Inzwischen zur KOM, Kulturwerkstatt am Olchinger Mühlbach, umgewandelt                                               | D-1-79-142-11           | Ehemaliges Wirtschaftsgebäude der München-Dachauer Papierfabrik |
| Hauptstraße 70 (Standort)                                    | Waschhaus                                                       | kubischer Bau, 1878 | D-1-79-142-11 zugehörig | weitere Bilder                                                  |
| Nöscherplatz 1 (Standort)                                    | Katholische Pfarrkirche St. Peter und Paul                      | neuromanische Basilika mit Apsis, Westturm und angefügter zweigeschossiger Sakristei, Klinkerbau mit Putzgliederungen, nach Plänen von Moritz von Horstig und Josef Schormüller, 1899/1901; mit Ausstattung | D-1-79-142-1            | weitere Bilder                                                  |
| Nöscherplatz 1 (Standort)                                    | Kriegerdenkmal                                                  | Denkmal für die Gefallenen des Ersten Weltkrieges, neubarock, von Anton Schnelldorfer und Hans Dillitzer, 1922, erweitert 1949                                                                              | D-1-79-142-9            | weitere Bilder                                                  |
| Nöscherplatz 1 (Standort)                                    | Sühnekreuz                                                      | aus Sandstein, mittelalterlich | D-1-79-142-2            | Sühnekreuz                                                      |
| Roggensteiner Straße 185, 187, 189, 191, 193, 195 (Standort) | Mustersiedlung für Arbeiter von Gut Roggenstein                 | bestehend aus drei Doppelwohnhäusern, erdgeschossiger Satteldachbau mit Klinkermauerwerk, sowie drei erdgeschossigen Doppelholzlegen, um 1919/20                                                            | D-1-79-142-10           | Mustersiedlung für Arbeiter von Gut Roggenstein                 |
| Wolfganghof 1 (Standort)                                     | Gutshof (gen. Zitzstaudenhof)                                   | traditionelle Bezeichnung Zitzstaudenhof, Gutshaus als villenartiger zweigeschossiger Bau mit Satteldach, 1931, stark verändert 1934/35                                                                     | D-1-79-142-12           | weitere Bilder                                                  |
| Wolfganghof 1 (Standort)                                     | Stall                                                           | langgestreckter zweigeschossiger Satteldachbau, 1931 | D-1-79-142-12 zugehörig | Stall                                                           |
| Wolfganghof 1 (Standort)                                     | Torhaus                                                         | Tor- und Silobau, Fachwerk mit Holzverschalungen, 1931 | D-1-79-142-12 zugehörig | Torhaus                                                         |
| Wolfganghof 1 (Standort)                                     | Allee                                                           | Zufahrtsallee zum Gutshof | D-1-79-142-12 zugehörig | Allee                                                           |

### Esting
| Lage                                       | Objekt                                 | Beschreibung | Akten-Nr.     | Bild                   |
| ------------------------------------------ | -------------------------------------- | --- | ------------- | ---------------------- |
| Schloßstraße (Ecke Römerstraße) (Standort) | Kriegerdenkmal                         | für die Gefallenen der beiden Weltkriege, Stele mit Ehrenkranz, bekrönendem Löwen und bayerischem Wappen, aus Kalktuffstein, um 1920 | D-1-79-142-13 | weitere Bilder         |
| Schloßstraße 108 (Standort)                | Ehemaliges Kuratenhaus                 | zweigeschossiger Walmdachbau, wohl 18. Jahrhundert | D-1-79-142-5  | Ehemaliges Kuratenhaus |
| Schloßstraße 110, 112 (Standort)           | Schloss Esting                         | Wohngebäude, zweigeschossiger freistehender Putzbau mit Treppengiebel, im Kern um 1700, gotisierender Ausbau wohl 1919; Vorwerk mit Schlosskapelle, Torhaus und Turm, Ende 16. Jahrhundert, Bemalung der Blendarkaden und Torhaus durch Karl Sonner, 1924; mit Ausstattung; Ehemalige Schlossökonomie, zweigeschossiger Putzbau mit Treppengiebel, 1. Hälfte 19. Jahrhundert; Ummauerung des Schlossbezirks, wohl 18./19. Jahrhundert | D-1-79-142-4  | weitere Bilder         |
| Stephanweg 4 (Standort)                    | Katholische Filialkirche St. Stephanus | romanische Chorturmanlage des 1. Viertel 13. Jahrhundert, Erweiterung des Langhauses 2. Hälfte 17. Jahrhundert; mit Ausstattung | D-1-79-142-3  | weitere Bilder         |

### Geiselbullach
| Lage                           | Objekt                                      | Beschreibung | Akten-Nr.     | Bild           |
| ------------------------------ | ------------------------------------------- | --- | ------------- | -------------- |
| Dachauer Straße 139 (Standort) | Ehemalige Schlosskapelle St. Johann Nepomuk | jetzt katholische Kapelle St. Johann Nepomuk, schmaler barocker Saalbau mit Apsis und vorgestelltem Westturm mit Zwiebelhaube, 1726/27; mit Ausstattung               | D-1-79-142-6  | weitere Bilder |
| Dachauer Straße 156 (Standort) | Gutshaus Stürzer                            | schlossartiger Neubarockbau, nach Plan von 1895 der Gebr. Graessel und Krauss (München); zugehörig Schlossgarten, barocke Anlage, um 1723, mit gemauerter Einfriedung | D-1-79-142-14 | weitere Bilder |

### Graßlfing
| Lage                       | Objekt        | Beschreibung | Akten-Nr.     | Bild           |
| -------------------------- | ------------- | --- | ------------- | -------------- |
| Gut Graßlfing 1 (Standort) | Gut Graßlfing | große geschlossene Anlage um einen längsrechteckigen Innenhof: Ehem. Gutshaus, zweigeschossiger neubarocker Putzbau mit Halbwalmdach, Dachreiter und Zwerchhaus, 1914; Stallstadel, erdgeschossiger Putzbau mit Satteldach und großem Zwerchhaus, um 1900; Stallstadel, erdgeschossiger Ziegelsteinbau mit Kniestock und Satteldach, um 1900; Stallgebäude, langgestreckter erdgeschossiger Satteldachbau aus unverputztem Ziegelstein, um 1900; Stallgebäude, erdgeschossiger verputzter Satteldachbau, um 1900; Stallstadel, zweigeschossiger verputzter Satteldachbau, um 1900; Feldstadel, erdgeschossiger Halbwalmdachbau aus unverputztem Ziegelstein, Ende 19. Jahrhundert; Feldstadel, erdgeschossiger Putzbau mit flachem Satteldach, um 1900; Wasserturm, teilweise verbretterter Putzbau mit Satteldach, Anfang 19. Jahrhundert; Stallstadel, zweigeschossiger Flachsatteldachbau mit ziegelsichtigem Erdgeschoss, um 1900; Turbinenhaus, kleiner erdgeschossiger Putzbau mit Satteldach, Ende 19. Jahrhundert | D-1-79-142-16 | weitere Bilder |
| Tucholastraße (Standort)   | Scheune       | zu Gut Graßlfing gehörig | D-1-79-142-16 | weitere Bilder |

## Abgegangene Baudenkmäler
In diesem Abschnitt sind Objekte aufgeführt, die früher einmal in der Denkmalliste eingetragen waren, jetzt aber nicht mehr existieren, z. B. weil sie abgebrochen wurden. Aktennummern in diesem Abschnitt sind ehemalige, jetzt nicht mehr gültige Aktennummern.

| Lage                                         | Objekt                                 | Beschreibung                                                        | Akten-Nr.     | Bild |
| -------------------------------------------- | -------------------------------------- | ------------------------------------------------------------------- | ------------- | ---- |
| Olching Nöscherplatz 4 (Standort)            | Wohnteil eines ehemaligen Bauernhauses | zweigeschossig, Satteldach, Putzbänder, 18./19. Jh.                 |               | BW   |
| Geiselbullach Dachauer Straße 184 (Standort) | Ehemaliges Taglöhnerhaus               | erdgeschossig, Satteldach, Stüberlvorbau, 1. Hälfte 19. Jahrhundert | D-1-79-142-15 | BW   |